# Mycalesis mara
Mycalesis mara är en fjärilsart som beskrevs av Hans Fruhstorfer 1908. Mycalesis mara ingår i släktet Mycalesis och familjen praktfjärilar. Inga underarter finns listade i Catalogue of Life.